# Liste der Delegierten des US-Repräsentantenhauses aus dem Dakota-Territorium

## Dakota-Territorium (1861–1889)
Das Dakota-Territorium auf der Fläche der heutigen Bundesstaaten North Dakota, South Dakota, Idaho, Montana und Wyoming entsandte in der Zeit von 1861 bis 1889 insgesamt 11 nicht stimmberechtigte Kongressdelegierte.
| Name                       | Amtszeit                        | Partei       | Lebensdaten                          |
| -------------------------- | ------------------------------- | ------------ | ------------------------------------ |
| John Blair Smith Todd      | 9. Dezember 1861 – 3. März 1863 | Demokrat     | 4. April 1814 – 5. Januar 1872       |
| William A. Jayne           | 4. März 1863 – 17. Juni 1864    | Republikaner | 8. Oktober 1826 – 20. März 1916      |
| John Blair Smith Todd      | 17. Juni 1864 – 3. März 1865    | Demokrat     | 4. April 1814 – 5. Januar 1872       |
| Walter Atwood Burleigh     | 4. März 1865 – 3. März 1869     | Republikaner | 25. Oktober 1820 – 7. März 1896      |
| Solomon Lewis Spink        | 4. März 1869 – 3. März 1871     | Republikaner | 20. März 1831 – 22. September 1881   |
| Moses Kimball Armstrong    | 4. März 1871 – 3. März 1875     | Demokrat     | 19. September 1832 – 11. Januar 1906 |
| Jefferson Parish Kidder    | 4. März 1875 – 3. März 1879     | Republikaner | 4. Juni 1815 – 2. Oktober 1883       |
| Granville Gaylord Bennett  | 4. März 1879 – 3. März 1881     | Republikaner | 9. Oktober 1833 – 28. Juni 1910      |
| Richard Franklin Pettigrew | 4. März 1881 – 3. März 1883     | Republikaner | 23. Juli 1848 – 5. Oktober 1926      |
| John Baldwin Raymond       | 4. März 1883 – 3. März 1885     | Republikaner | 5. Dezember 1844 – 3. Januar 1886    |
| Oscar Sherman Gifford      | 4. März 1885 – 3. März 1889     | Republikaner | 20. Oktober 1842 – 16. Januar 1913   |
| George Arthur Mathews      | 4. März 1889 – 2. November 1889 | Republikaner | 4. Juni 1852 – 19. April 1941        |